# Julio César Sánchez (músico)
Julio César Sánchez (más conocido como «Julitros») es el actual bajista del grupo español Ska-p. Nació en Madrid, España.
Comenzó a tocar Bajo cuando tenía 16 años, cuando escuchó a Black Sabbath, le gustó el instrumento, que, sin saberlo, lo llevaría a ser lo que es ahora.
Luego conoció a los integrantes de Ska-p. El bajo, su ritmo para él era lo máximo, comenzaron a tocar, y en 1994 sacaron su primer disco, en donde comenzaron a tocar canciones con temas que caracterizarían al grupo por los demás años. Las letras de sus canciones tratan generalmente de problemas sociales, como la desigualdad social, la globalización, el racismo, el maltrato animal, etc. Además, deja un mensaje a favor de la libertad, no exento de polémica.